# Rakam
Rakam (en népalais : राकम) est un comité de développement villageois du Népal situé dans le district de Surkhet. Au recensement de 2011, il comptait 3 640 habitants.